# Mardalsfossen
Mardalsfossen is een bekende waterval in de gemeente Molde in Noorwegen. Het water valt 705 meter naar beneden, met tussenliggende rotsen.
De langste vrije val van het water is 297 meter. Dat is de hoogste vrije val van Scandinavië en de op drie na hoogste ter wereld.
Het water komt uit het op 945 m hoogte gelegen meer de Mardalstjønna.
Sinds 1970 wordt het water voor elektriciteitsproductie omgeleid, waardoor de waterval drooggevallen is. Na hevig protest wordt de waterval – als toeristische attractie – jaarlijks van 20 juni tot 20 augustus weer van water voorzien, weliswaar  met een beperkt debiet: 3 m³/s in plaats van de oorspronkelijke 45 m³/s.